# Kaplica św. Govana
Kaplica św.  Govana (wal. Eglwys Sant Gofan, ang. St. Govan’s Chapel) – XIII-wieczna kaplica położona w hrabstwie Pembrokeshire, na terenie Parku Narodowego Pembrokeshire Coast.
Kaplica św. Govana 2 sierpnia 1996 roku została wpisana na listę Zabytków Walii pod nr. 17980.
Do kaplicy prowadzi ciąg schodów, których według legendy nie da się dokładnie policzyć.

## Położenie i historia
Kaplica znajduje się na terenie Parku Narodowego Pembrokeshire Coast. Położona na klifie nad brzegiem morza, od najbliższej miejscowości Bosherston dzieli ją około 1,6 km. Należy do najbardziej malowniczych kaplic pustelniczych Wielkiej Brytanii. Jest dedykowana św. Govanowi, pustelnikowi, który według tradycji żył tam w VI wieku i został pod nią pochowany.
Tradycja głosi, że kiedy św. Govan przybył do Pembrokeshire, piraci z wysp Lundy próbowali go pochwycić. W tym momencie szczelina w skale na miejscu obecnej kaplicy cudownie otworzyła się i św. Govan mógł ukryć się w niej, po czym, gdy piraci odpłynęli, skała otworzyła się w cudowny sposób po raz drugi.

## Opis
Do kaplicy św. Govana prowadzi długi ciąg schodów wykutych w skale, których, według tradycji, nie da się policzyć. Trudność ta w rzeczywistości bierze się stąd, że niektóre z nich są bardzo nieregularne. Ogólna liczba schodków wynosi około 74.
Sama kaplica jest budowlą prostą, jednonawową, o wymiarach 5,3 m na 3,8 m. Na jej wschodnim krańcu znajduje się ołtarz z kamienia oraz schodki prowadzące do małej celi wykutej w skale. Cela ta została uformowana w kształcie ludzkiego ciała, jakby pierwotnie była przeznaczona dla przyjęcia świętego Govana. Pod kaplicą znajduje się słynna studnia, ciesząca się, podobnie jak kaplica, zabobonną czcią okolicznych mieszkańców. W południowej ścianie kaplicy znajduje się piscina, mały otwór i główne okno. W ścianie północnej znajduje się wejście oraz mała wnęka lub półka. Na ścianie zachodniej widnieje okrąg, pokryty w części górnej oraz na prawo od środka szorstkim tynkiem.

## Królewskie odwiedziny
W sierpniu 1902 roku kaplicę odwiedzili król Zjednoczonego Królestwa Wielkiej Brytanii i Irlandii Edward VII i królowa Aleksandra wyrażając zachwyt widokiem, który zobaczyli.